# Ирири
Ирири́ (порт. Iriri) — река в Бразилии, левый приток реки Шингу. Протекает в центральной части Южной Америки.
Истоки находятся на плато Мату-Гросу. Река течёт преимущественно в северном направлении, её длина составляет около 1100 км.
Период высокой воды длится с октября до апреля — мая. Навигация на реке возможна только на небольших судах, поскольку имеет много небольших порожистых участков.
Ирири протекает через экорегионы сухих тропических лесов Мату-Гросу и влажных лесов Тапажоса-Шингу, которые являются частью дождевых лесов Амазонии.